# Винтажные игрушки

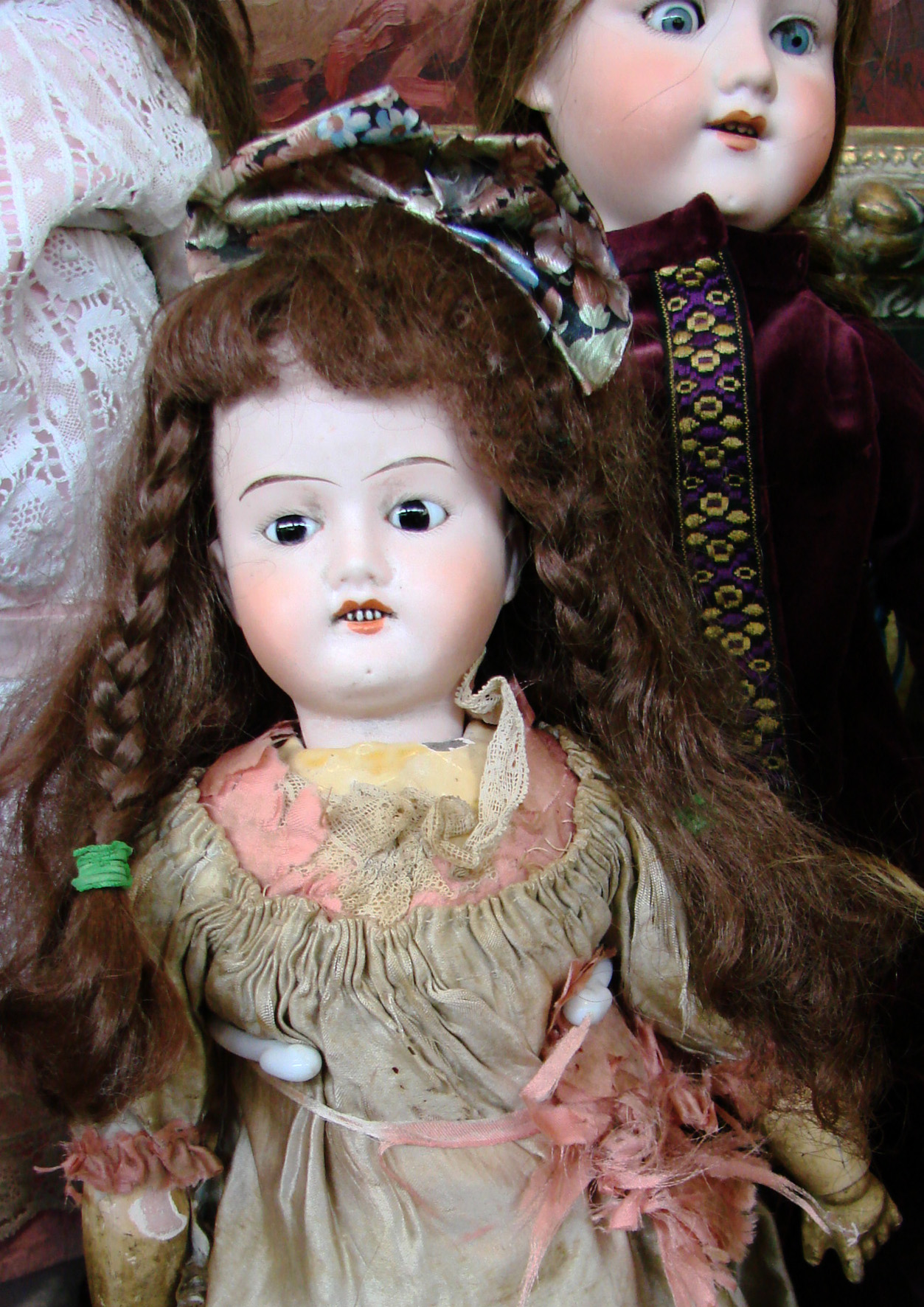
Куклы

Винтажные игрушки (старинные игрушки или ретро-игрушки) — коллекционерами всего мира принято считать, что это детские игрушки, выпущенные в 1930—1970 годах (см. также Винтаж (мода)). Впрочем, к категории винтажных игрушек нередко относят современные коллекционные игрушки, выпущенные в полном соответствии с чертежами, конструкцией, окраской и упаковкой, соответствующими своему ретро оригиналу. Это оправдано, поскольку ввиду достаточно интенсивного использования игрушек своими владельцами в прошлом, до нашего времени они доходят сильно потрепанными, испорченными, со сломанными заводными механизмами. На упаковке таких винтажных игрушек, выпущенных сегодня, обязательно содержится надпись — «Эта игрушка не для детей, а только для коллекционеров».
Помимо увлечения коллекционированием винтажных игрушек вообще, различают несколько поднаправлений.

## Основные виды коллекционирования винтажных игрушек
- коллекционирование винтажных моделей автомобилей
- коллекционирование винтажных железнодорожных моделей
- коллекционирование винтажных кукол
- коллекционирование винтажных механических игрушек
- коллекционирование винтажных игрушечных солдатиков и военной техники (см. подробнее о коллекционерах солдатиков в статье Солдатик)
- коллекционирование винтажных моделей кораблей
- коллекционирование винтажных мягких игрушек
- коллекционирование винтажного игрушечного оружия
- коллекционирование винтажных новогодних ёлочных игрушек